# Клічево-Мале
Клічево-Мале (пол. Kliczewo Małe) — село в Польщі, у гміні Журомін Журомінського повіту Мазовецького воєводства.
Населення — 151 особа (2011).
У 1975-1998 роках село належало до Цехановського воєводства.

## Демографія
Демографічна структура станом на 31 березня 2011 року:
|          | Загалом | Допрацездатний вік | Працездатний вік | Постпрацездатний вік |
| -------- | ------- | ------------------ | ---------------- | -------------------- |
| Чоловіки | 78      | 15                 | 49               | 14                   |
| Жінки    | 73      | 13                 | 39               | 21                   |
| Разом    | 151     | 28                 | 88               | 35                   |